# Giải thưởng sách Quốc gia 2022
Giải thưởng sách Quốc gia lần thứ 5 được tổ chức trong năm 2022. Có tổng cộng 26 cuốn sách được trao giải, bao gồm:

## Các giải thưởng

### Giải A
Giải A của Giải thưởng sách Quốc gia 2022 gồm có 1 tác phẩm đoạt giải, bao gồm:
- Hoàng Việt nhất thống dư địa chí, tác giả: Thượng thư Bộ Binh triều Nguyễn Lê Quang Định; dịch giả: Phan Đăng, phát hành: Nhà xuất bản Thế giới

### Giải B
Giải B của Giải thưởng sách Quốc gia 2022 gồm có 9 tác phẩm đoạt giải, bao gồm:
- FDI nhiệm vụ kép trong bối cảnh mới
- Lịch sử đồng tiền VN
- Tâm lý học xã hội trong cuộc sống hiện đại
- Trống đồng Kính Hoa - Bảo vật quốc gia VN
- Văn minh vật chất của người Việt
- Bộ sách Bệnh học ngoại khoa (5 cuốn)
- Công nghệ tạo vaccine cúm gia cầm từ thực vật: Từ nghiên cứu đến định hướng ứng dụng tại VN
- Lịch hai mươi mốt thế kỷ
- Cô bé nhìn mưa

### Giải C
Giải C của Giải thưởng sách Quốc gia 2022 gồm có 16 tác phẩm đoạt giải, bao gồm:
- Hồ Chí Minh: Những bài viết và những cuộc tranh đấu (Alain Ruscio; Nguyễn Đức Truyền dịch)
- Lược sử Trung Quốc họa (Tạ Duy)
- Huyền thoại về một vùng đất – Không gian văn hóa Tây Nguyên qua sử thi Ê-đê (Nguyễn Văn Kim)
- Vật liệu Polymer Composite: Khoa học và Công nghệ (Trần Vĩnh Diệu, Hồ Xuân Năng, Phạm Anh Tuấn, Đoàn Thị Yến Oanh)
- Bác sĩ tốt nhất của nhà mình (BS. Trần Quốc Khánh)
- Nguồn gốc các loài (Charles Darwin; Trần Bá Tín dịch)
- Ung thư – Tin đồn và sự thật (Ruy Băng Tím)
- Ứng dụng vi sinh vật vào canh tác cây ăn quả (TS. Nguyễn Thị Ngọc Trúc)
- Nậm Ngặt mây trắng (Nguyễn Hùng Sơn)
- Con đường giải mã văn học trung đại Việt Nam (PGS.TS. Nguyễn Đăng Na)
- Cà Nóng chu du Trường Sa (Bùi Tiểu Quyên)
- Cá voi Eren đến Hòn Mun (Lê Đức Dương)
- The Lemonade War [en] (Jacqueline Davies; Dec95 Team dịch)
- Người sao chổi (Cao Việt Quỳnh)